# Hymenoloma conterminum
Hymenoloma conterminum là một loài Rêu trong họ Dicranaceae. Loài này được (Renauld & Cardot) Ochyra mô tả khoa học đầu tiên năm 2003.